# 威信県
威信県（いしん-けん）は中華人民共和国雲南省昭通市に位置する県。

## 行政区画
下部に7鎮、2郷、1民族郷を管轄する。
- 鎮
  - 扎西鎮、旧城鎮、羅布鎮、林鳳鎮、長安鎮、廟溝鎮、水田鎮
- 郷
  - 高田郷、三桃郷
- 民族郷
  - 双河ミャオ族イ族郷

## 交通

### 鉄道
- 中国国家鉄路集団
  - 成貴旅客専用線

（成都方面）- 威信駅 -（貴陽方面）